# Lho La
El Lho La o Paso Lho (en chino: 洛拉山坳) es un paso de montaña en la frontera entre Nepal y China, al norte del Cwm Occidental, cerca del monte Everest. Está en el punto más bajo de la arista oeste de la montaña, a una altitud de 6006 m s. n. m.

## Historia y nombre

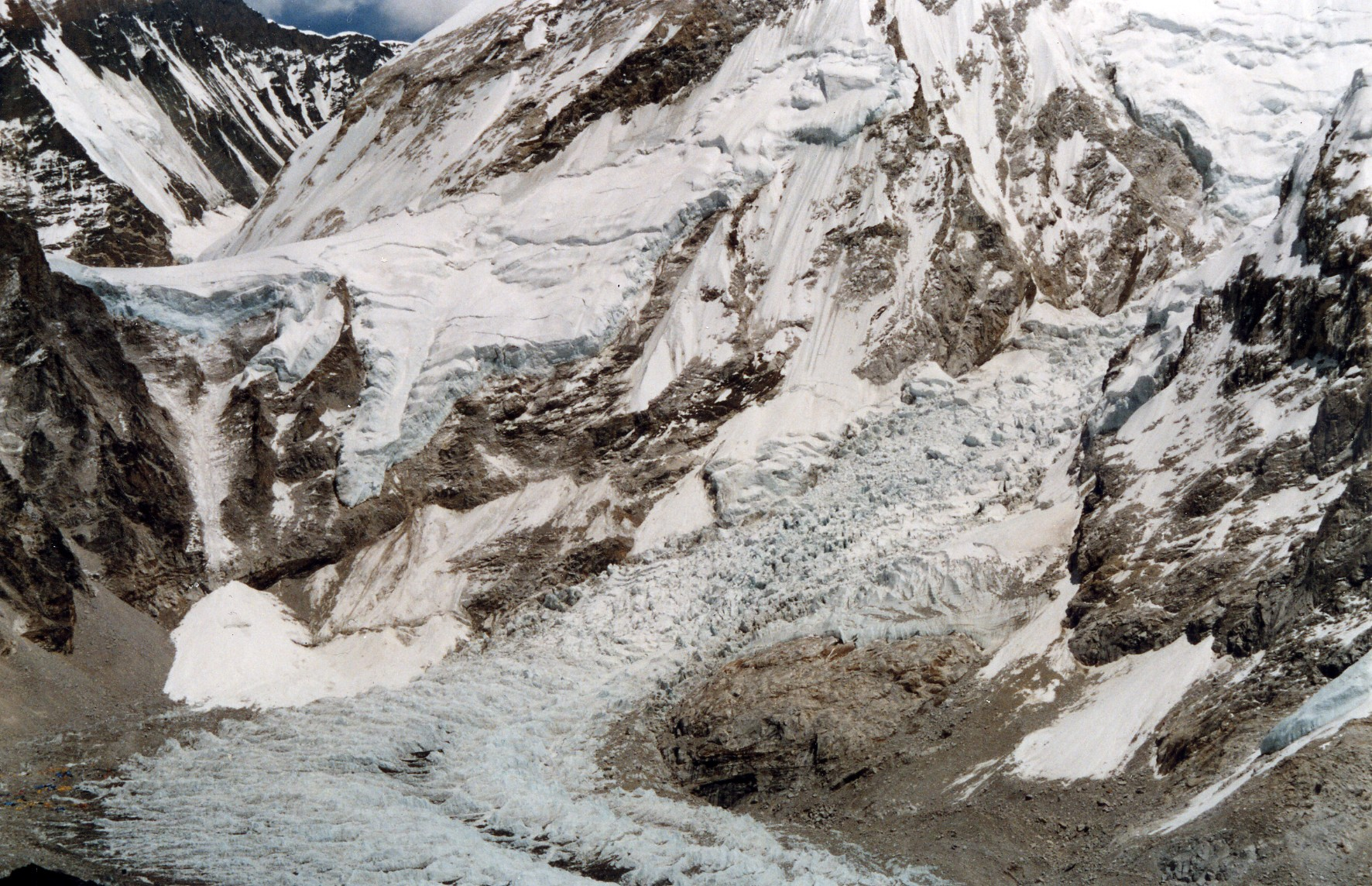
Lho La (en medio a la izquierda)

Históricamente, el collado era usado como un paso sobre el punto más bajo de la arista oeste del Everest  por comerciantes entre Nepal y el Tíbet en la ruta entre el Namche Bazaar y el poblado de Tingri, en un momento en que los glaciares del Everest eran mucho más altos que en la actualidad y atravesar el collado requería una escalada menos empinada. Sin embargo, como los glaciares disminuyeron, el Nangpa La se convirtió en la ruta de comercio favorecida, al poniente.
A raíz de la expedición suiza del monte Everest de 1952, se sugirió que el nombre Lho La (paso Sur) era un nombre poco satisfactorio porque yace al poniente del Everest y que sería mejor renombrarlo Khumbu La, porque conduce desde el glaciar de Khumbu. Esto permitiría al collado Sur ser nombrado Lho La, ya que está en el collado sur del Everest, y entre éste y el Lhotse. Desafortunadamente, el Nangpa La ya había sido nombrado Khumbu La en el pasado, y algunas veces era llamado con ese nombre. La opinión británica estuvo en contra de cambiar los nombres propuestos y tales cambios nunca tuvieron efecto.

## Aproximación desde el Tíbet

Mapa de la región del Everest, mostrando el Lho La a 5 km al poniente de la cumbre

Los primeros exploradores occidentales en descubrir el collado fueron George Mallory y Guy Bullock durante la expedición británica de reconocimiento del monte Everest de 1921, aunque solamente Bullock alcanzó la cumbre. Se encontraban explorando el glaciar de Rongbuk Occidental en el Tíbet con la esperanza de encontrar una ruta para alcanzar la cima del Everest. Lo nombraron Lho La, que significa «paso Sur», por el simple hecho de que se localizaba al sur de donde ellos estaban. Esta decisión personal ocasionaría problemas posteriores, como se menciona arriba. El Lho La les dio acceso a la arista oeste del Everest y al Cwm Occidental, pero pensaron que ninguno de ellos proporcionaba un camino de ascenso factible.
El Lho La fue explorado también por Bill Tilman y Edmund Wigram durante la expedición de reconocimiento del monte Everest de 1935, pero al igual que los exploradores de 1921, prefirieron la ruta del collado Norte para atacar la cumbre.

## Aproximación desde Nepal

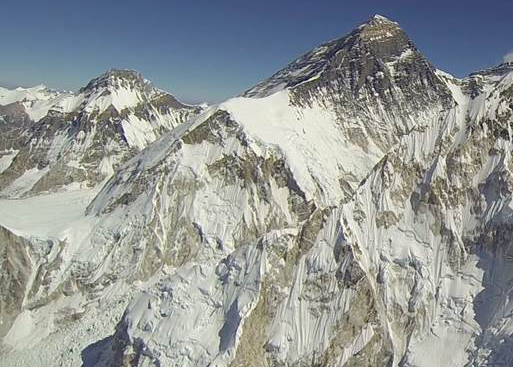
Cara surponiente del Everest. La cascada de hielo del glaciar de Khumbu está abajo en la izquierda, con el Lho La por encima y el campo de nieve del glaciar de Rongbuk (en medio a la izquierda) por detrás del collado. La arista oeste se inclina diagonalmente del Lho La, sobre la saliente oeste de la cumbre.

Para 1951, la ocupación de China sobre el Tíbet, y la apertura a los extranjeros en Nepal, significó que el Everest solo fuera accesible desde el sur. El danés Klavs Becker-Larsen viajó a Khumbu con la intención de acceder al Tíbet en secreto, e intentar llegar a la ruta del collado Norte. Sus esfuerzos para cruzar la frontera escalando el Lho La fueron infructuosos y tuvo que retirarse.
En 1951, una expedición de reconocimiento británica evaluó la ruta a través de la cascada de hielo de Khumbu al Cwm Occidental, sin pasar por el Lho La, y en años posteriores esa fue la ruta usada, por lo que llevaba al collado Sur y a la arista Sureste. La exitosa ascensión al monte Everest en 1963 por los americanos Tom Holbein y Willi Unsoeld, por la vía de la arista Oeste y el corredor Hornbein, fue logrado escalando del Cwm Occidental a la saliente oeste, al oriente lejos del Lho La.
Después de infructuosos intentos en 1974 y 1978, la primera vez que el Everest fue escalado por la vía del Lho La fue en 1979, cuando un equipo yugoslavo escaló la arista Oeste desde ahí (sin desviarse por el corredor Horbein). Guiados por Tone Skarja, un equipo de 40 personas colocó cuerdas fijas a partir de los 5350 metros en el glaciar de Khumbu y usaron cabrestantes manuales por 200 metros para levantar 6 toneladas de equipamiento. Evaluaron la graduación de dificultad UIAA entre II y III, y en los últimos 150 metros, entre IV y V, convirtiéndolo en la escalada más alta grado V del mundo. En 1989, seis escaladores de un equipo polaco, intentando un descenso que involucraba escalar el Khumbutse desde el glaciar Rongbuk Occidental por la vía del Lho La, fueron arrastrados a la muerte en el mismo Lho La mientras escalaban por encima del collado.

### Citas
1. ↑  McCue, 2010, p. 178.
2. ↑  Murray, 1953, p. 23.
3. 1 2  Unsworth, 2000, p. 252.
4. ↑  Kurz, 1953, p. 8.
5. ↑  Odell, N. E. (1961). «Letter To The Editor». Himalayan Journal 23. Archivado desde el original el 3 de septiembre de 2014. Consultado el 16 de abril de 2024.
6. 1 2  Unsworth, 2000, p. 58.
7. ↑  Davis, 2012, pp. 277-278, 289, 292.
8. ↑  Davis, 2012, pp. 277-278.
9. ↑  Unsworth, 2000, p. 200.
10. ↑  Shipton, Eric. «The Mount Everest Reconnaissance, 1935». Himalayan Journal 8. Archivado desde el original el 29 de julio de 2014. Consultado el 16 de abril de 2024.
11. ↑  Ward, Michael (1992). «The Exploration of the Nepalese Side of Everest». Alpine Journal: 213-221. Archivado desde el original el 3 de septiembre de 2014. Consultado el 16 de abril de 2024.
12. ↑  Unsworth, 2000, pp. 250-252.
13. ↑  Kurz, 1953, p. 33.
14. ↑  Unsworth, 2000, pp. 272-273.
15. ↑  Unsworth, 2000, pp. 367-392.
16. ↑  Unsworth, 2000, pp. 461, 508-509.
17. ↑  Skarja, Tone. «Yugoslav Everest Expedition». Himalayan Journal 37. Archivado desde el original el 27 de octubre de 2014. Consultado el 16 de abril de 2024.
18. ↑  Unsworth, 2000, pp. 537-538.
19. ↑  Porebskiego, Jerzego (Otoño de 2012). «The Lho La Tragedy: Beginning of the End». Alpinist 40: 76-83. Archivado desde el original el 3 de septiembre de 2014. Consultado el 16 de abril de 2024.